# Dick Quax
 Dick Quax, właśc. Theodorus Jacobus Leonardus Quax (ur. 1 stycznia 1948 w Alkmaarze, zm. 28 maja 2018 w Auckland) – nowozelandzki lekkoatleta oraz działacz polityczny.

## Życiorys
Wyemigrował wraz z rodzicami z Holandii do Nowej Zelandii w 1954. Trenowany przez Johna Daviesa, pokazał się szerszej publiczności na Igrzyskach Brytyjskiej Wspólnoty Narodów w 1970 w Edynburgu, kiedy toczył wyrównany (chociaż ostatecznie przegrany) bój z kenijskim mistrzem Kipchoge Keino na 1500 m (zajął 2. miejsce). Przez kolejne kilka lat starty ograniczyła mu seria kontuzji; ponowne sukcesy przyszły w drugiej połowie lat 70. Został w Montrealu (1976) wicemistrzem olimpijskim na 5000 m (za Lasse Virénem), a w 1977 w Sztokholmie ustanowił na tym samym dystansie rekord świata wynikiem 13:12,87.
Próbował także swoich sił w maratonie. Po zakończeniu kariery zawodniczej był trenerem i menedżerem sportowym. W 1990 został wpisany do Hall of Fame sportu nowozelandzkiego.

## Związki z polityką
Po zakończeniu kariery sportowej Quax miał kilka drobnych epizodów politycznych. Był zaangażowany w działalności w tamtym czasie konserwatywno-libertariańskiej ACT New Zealand. Kilkukrotnie startował z ramienia tej partii w wyborach parlamentarnych. Jednakże w żadnych nie uzyskał elekcji. 
W wyborach parlamentarnych w 2002 roku Quax miał szanse na zyskane poselskiego mandatu z puli mandatów proporcjonalnych. Był wówczas pozycjonowany na 11. miejscu listy ogólnokrajowej, a 9 pierwszych osób na liście zyskało wtedy mandat.
Był także zaangażowany w nowozelandzką politykę samorządową. Sprawował mandat radnego Manukau City Council. Sparował również mandat radnego w Auckland City Council trzy kadencje w latach 2011–2018.
Trzecia kadencja Quaxa została przerwana na skutek jego śmierci. Nowozelandzki dziennik The New Zealand Herald określał go mianem ,,prawicowca".

## Śmierć
Zmarł w 2018 roku na raka gardła, który został zdiagnozowany w 2013.